# Коваленко Ігор Миколайович (математик)
І́гор Микола́йович Ковале́нко (нар. 16 березня 1935, Київ — 19 жовтня 2019, Київ) — український математик, доктор фізико-математичних наук, професор.

## Біографія
Закінчив у 1957 році Київський національний університет імені Тараса Шевченка, а в 1961 році аспірантуру. У 1962–1971 роках працював в оборонному інституті в Москві, а також за сумісництвом керував кафедрою теорії ймовірностей Московського інституту електронного машинобудуваннія та був редактором математичного відділу РЖ «Математика».
Із червня 1971 року працював завідувачем відділом Інституту кібернетики імені В. М. Глушкова НАН України. До 1993 року працював професором-сумісником послідовно у КДУ імені Тараса Шевченка, КВІРТУ ППО та КПІ. Доктор технічних наук (1964), доктор фізико-математичних наук (1970), професор (1965), академік НАН України (1978), член-кореспондент (1972), Заслужений діяч науки і техніки України (1998). Державна премія СРСР (1979), Державні премії України (1978, 2001). Лауреат Премії НАН України імені В. М. Глушкова (1984), лауреат Премії НАН України імені В. С. Михалєвича (2000), лауреат премії НАН України імені А. О. Дородніцина (2010).
Основні наукові роботи — з теорії масового обслуговування, математичної теорії надійності, ймовірнісної комбінаторики із застосуванням до криптографії, стохастичної геометрії. Понад 20 монографій.
Керував підготовкою понад 30 кандидатських дисертацій.

## Джерело
- Інститут кібернетики

| Володимир Вернадський | Це незавершена стаття про українського науковця. Ви можете допомогти проєкту, виправивши або дописавши її. |